# Ev3

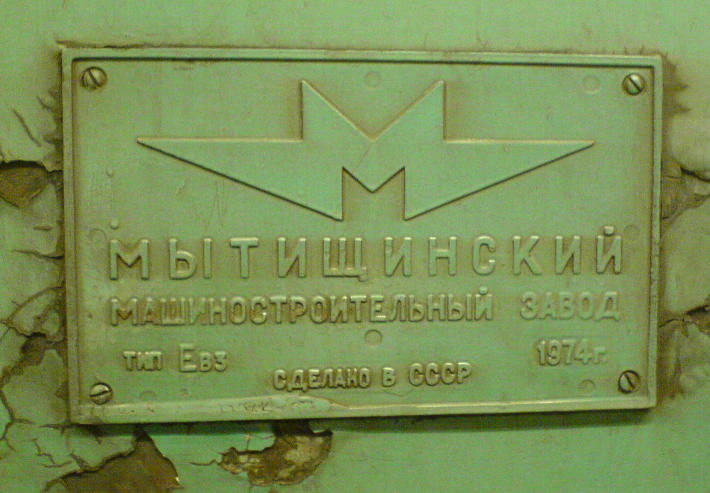
A gyártó Mityiscsi Gépgyár névtáblája típusjelzéssel egy 1974-es gyártású Ev3 típusú kocsin

Az Ev3 típusú metrókocsikat a Metrovagonmas (korábban: Mityiscsi Gépgyár) gyártotta 1975 és 1979 között. A korábbi Ev típusnál erősebb, 66 helyett 72 kW-os motorral rendelkezik, valamint nincs a homlokfal tetején FOK-Gyem kijelző. Bár a hivatalos adatok szerint ugyanannyi állóhellyel rendelkezik, mint az Ev típus, a vezetőfülke mögötti elektromos berendezéseket tartalmazó szekrény miatt 4-5 emberrel kevesebbet tud szállítani.[forrás?] Az Ev3 típusú metrók többségét átalakították vagy darabokra szerelték őket. Budapesten 2018. január 19-én volt a típus utolsó közforgalmi napja, korábban az M3-as vonalon, illetve 2013. április 30-ig a 2-es metró vonalán is közlekedtek.